# Rudolf B. Schlesinger
Rudolf Berthold Schlesinger (* 11. Oktober 1909 in München; † 10. November 1996 in San Francisco) war ein US-amerikanischer Rechtswissenschaftler und Hochschullehrer an der Cornell University.

## Leben und Wirken
Schlesinger wurde 1909 in München als Sohn einer Deutschen und eines amerikanischen Anwalts jüdischer Herkunft geboren. Über seinen Vater war er amerikanischer Staatsbürger. Nach dem Abitur 1927 am Wilhelmsgymnasium München nahm er an der Universität Genf das Studium der Rechtswissenschaften auf, wechselte später aber an die Universität München. Dort legte er nach einem zweisemestrigen Aufenthalt an der Universität Berlin 1928 im Jahr 1931 sein Erstes Juristisches Staatsexamen ab. 1931 nahm er sein Referendariat auf und arbeitete gleichzeitig an seiner Dissertation. Diese schloss Schlesinger 1933 unter Betreuung von Rudolf Müller-Erzbach ab und wurde von der Universität München zum Dr. iur. promoviert.
Zwar konnte Schlesinger sein Zweites Staatsexamen noch ablegen, doch hinderte der Aufstieg der Nationalsozialisten ihn an der regulären Fortführung seiner wissenschaftlichen Karriere und so arbeitete er in der Folge als Syndikus in einer jüdischen Bank in München. Dort beriet er vorwiegend die zunehmende Anzahl emigrierender Juden in Steuerfragen, Devisenübertragung und Eigentumsauflösung. Nachdem die Bank nach den Novemberpogromen 1938 geschlossen und arisiert worden war, wanderte Schlesinger Ende 1938 selbst in die USA aus. Dort schrieb er sich an der Columbia Law School ein und graduierte 1942. Bereits zuvor hatte er als Lektor des Columbia Law Journal gearbeitet. Anschließend wurde er law clerk von Richter Irving Lehman am New York Court of Appeals, dem höchsten Gericht des Staates New York. 1944 begann Schlesinger eine Tätigkeit für die New Yorker Anwaltskanzlei Milbank, Tweed, Hope & Hadley. 1948 wurde er als Dozent an der Cornell University, 1951 wurde er dort ordentlicher Professor für internationales und vergleichendes Recht auf der  William Nelson Cromwell Professorship. Bis 1956 blieb er Rechtsanwalt in der mittlerweile mit dem ebenfalls emigrierten Joseph Kaskell gegründeten Kanzlei Schlesinger & Kaskell. 1975 wechselte Schlesinger an das Hastings College of the Law, wo er 1994 in den Ruhestand trat. 
Schlesinger war ab 1942 mit Ruth-Else Hirschland (1920–1996) verheiratet, einer Tochter von Kurt Hirschland, die seit 1936 in den USA lebte und als Kunstmuseumskuratorin arbeitete. Aus der Ehe gingen drei Kinder hervor. Am 10. November 1996 nahm er sich zusammen mit seiner Frau in San Francisco vermutlich das Leben.
Sein größtes wissenschaftliches Verdienst ist sein 1950 in erster, inzwischen fünfter Auflage erschienenes Werk über Rechtsvergleichung. 1968 erweiterte er sein rechtsvergleichendes Œuvre um ein Werk, in dem er zehn verschiedene Rechtssysteme aller Kontinente hinsichtlich der Vertragsbildung vergleicht. Bis zuletzt war er als Mitherausgeber der Zeitschrift American Journal of Comparative Law eine der wichtigsten Stimmen in der amerikanischen Rechtsvergleichung.

## Schriften (Auswahl)
- Der Welt des geschlossenen Unternehmens und sein Schutz durch die Unterlassungsklage nach § 1 des Gesetzes gegen den unlauteren Wettbewerb. BDV, Berlin 1933 (Dissertation).
- Comparative law: cases and materials. Foundation Press, Brooklyn, NY 1950 (englisch).
- mit Joseph Kaskell: Monopole – Trusts – Kartelle in Amerika und Deutschland: Über die Beeinflussung der wirtschaftlichen Struktur durch staatliche Maßnahmen in den Vereinigten Staaten und in Deutschland. Nowack, Hannoversch Münden 1951.
- Die Rolle des Supreme Court im Privat- und Prozessrecht der Vereinigten Staaten: Überblick über ein System der Harmonisierung selbständiger Rechtsordnungen. C.F. Müller, Karlsruhe 1965.
- Formation of Contracts: A Study of the Common Core of Legal Systems. Oceana Publications, Dobbs Ferry, NY 1968 (englisch).